# Samuel Johnson

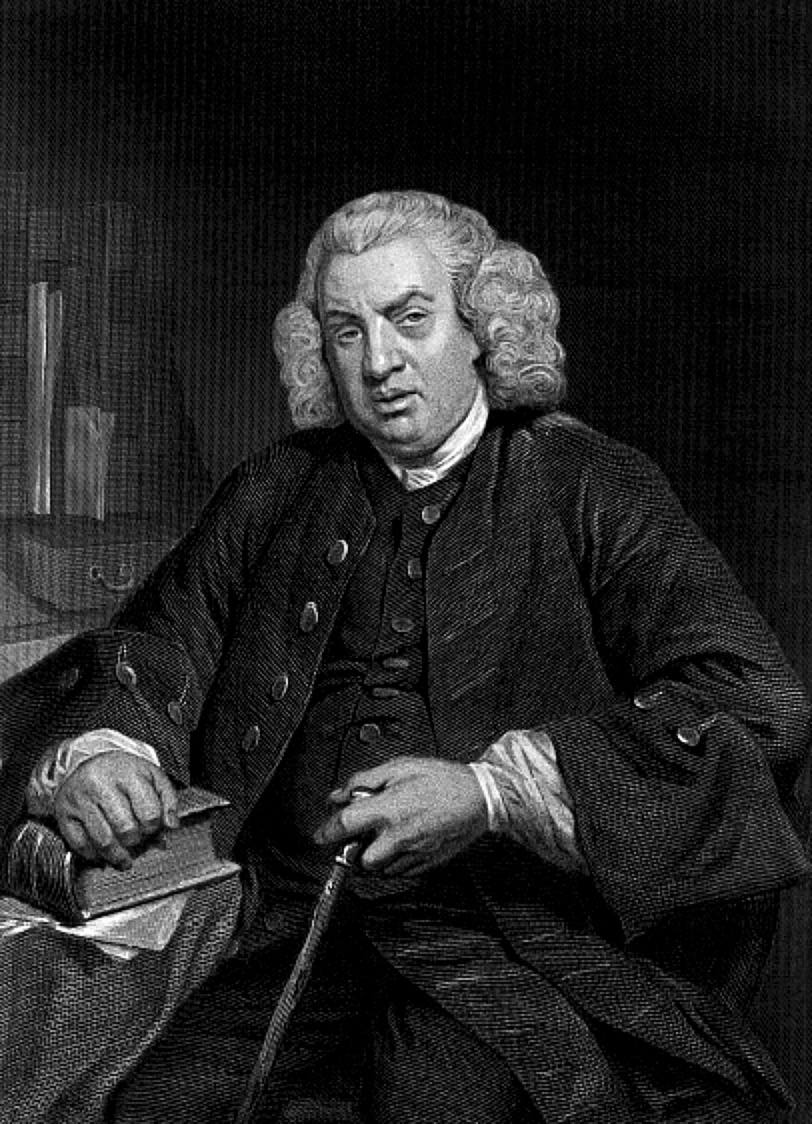
Dr. Samuel Johnson

Dr. Samuel Johnson (Lichfield, Staffordshire, 7 de setembre del 1709 - 13 de desembre del 1784), comunament conegut simplement com a Dr. Johnson, va ser una de les figures literàries més importants d'Anglaterra: poeta, assagista, biògraf, lexicògraf, i considerat per molts com el major crític literari anglès.
Johnson era posseïdor d'un gran talent i d'una prosa amb un estil inigualable. El Dr. Johnson és, potser, més conegut entre estudiants de filosofia per la seua refutació de l'idealisme proposat per Berkeley. Durant una conversa amb John Boswell, Johnson es va enfurir davant del suggeriment que l'immaterialisme berkeleyà era irrefutable; dirigint la seua vista a terra, immediatament va potejar amb força una pedra pròxima i va proclamar: «Així és com el refute!».

## Vida i obra
Fill d'un pobre llibreter,  Johnson naix a Lichfield, Staffordshire. La seva mare tenia 40 anys quan va donar a llum a Johnson a la casa familiar sobre la llibreria del seu pare a Lichfield, Staffordshire. Es va considerar un embaràs inusualment tardà, de manera que es van prendre precaucions i es va demanar una llevadora i un cirurgià de gran reputació anomenat George Hector per ajudar. L'infant Johnson no va plorar i hi havia preocupacions per la seva salut. La seva tieta va exclamar que «no hauria recollit una criatura tan pobre pel carrer». La família temia que Johnson no sobreviuria i va convocar el vicari de St Mary's per fer un bateig. Es van escollir dos padrins, Samuel Swynfen, metge i graduat de Pembroke College, Oxford, i Richard Wakefield, advocat, forense i secretari municipal de Lichfield.
Quan Johnson tenia tres anys, va néixer el seu germà Nathaniel. En una carta que va escriure a la seva mare, Nathaniel es va queixar que Johnson gairebé mai m'utilitzaria amb un civisme comú. Amb el naixement del germà de Johnson, el seu pare no va poder pagar els deutes que havia acumulat al llarg dels anys, i la família ja no va poder mantenir el seu nivell de vida.
Johnson va mostrar signes d'una gran intel·ligència quan era petit, i la seva educació va començar als tres anys i la va proporcionar la seva mare, que li va fer memoritzar i recitar passatges del Llibre de l'oració comuna. Quan Samuel va fer quatre anys, el van enviar a una escola propera i, als sis anys, el van enviar a un sabater jubilat per continuar els seus estudis. Un any més tard, Johnson va anar a la Lichfield Grammar School, on va destacar en llatí.
Per als seus poemes més personals, Johnson va utilitzar el llatí. Durant aquest temps, Johnson va començar a exhibir els tics que influirien en la manera en què la gent el veia en els seus darrers anys, i que van formar la base per a un diagnòstic pòstum de la síndrome de Tourette. Va destacar en els seus estudis i va ser passat a l'escola superior als nou anys. Durant aquest temps, es va fer amic d'Edmund Hector, nebot del seu matrona George Hector, i de John Taylor, amb qui va romandre en contacte durant la resta de la seva vida.
Als 16 anys, Johnson es va quedar amb els seus cosins, els Ford, a Pedmore, Worcestershire. Allà es va convertir en un amic íntim de Cornelius Ford, que va utilitzar els seus coneixements dels clàssics per tutoritzar a Johnson mentre no anava a l'escola. Ford era un acadèmic reeixit, ben connectat i alcohòlic notori, els excessos del qual van contribuir a la seva mort sis anys més tard. Després de passar sis mesos amb els seus cosins, Johnson va tornar a Lichfield, però Hunter, el director, enfadat per la impertinència d'aquesta llarga absència, es va negar a permetre que Johnson continués a l'escola. Incapaç de tornar a la Lichfield Grammar School, Johnson es va matricular a l’escola de gramàtica King Edward VI a Stourbridge. Com que l'escola es trobava a prop de Pedmore, Johnson va poder passar més temps amb els Ford i va començar a escriure poemes i traduccions de versos. No obstant això, només va passar sis mesos a Stourbridge abans de tornar una vegada més a casa dels seus pares a Lichfield.
El 31 d'octubre del 1728, poc després de complir els dinou anys, ingressa al Pembroke College, a Oxford. Johnson va fer amics a Pembroke i va llegir molt.}} El seu tutor li va demanar que fes una traducció al llatí del Messies d'Alexander Pope com a exercici de Nadal. Johnson va completar la meitat de la traducció en una tarda i la resta l'endemà al matí. Tot i que el poema li va aportar elogis, no va aportar el benefici material que esperava. El poema va aparèixer més tard a Miscellany of Poems (1731), editat per John Husbands, un tutor de Pembroke, i és la publicació més antiga que es conserva de qualsevol dels escrits de Johnson. Johnson va passar la resta del seu temps estudiant, fins i tot durant les vacances de Nadal. Va redactar un pla d'estudis anomenat Adversaria, que va deixar sense acabar, i va aprofitar el  temps per aprendre francès mentre treballava el seu grec. Passats només tretze mesos la seua pobra situació econòmica l'obliga a deixar Oxford sense cap títol. Va deixar enrere molts llibres que havia agafat en préstec al seu pare perquè no es podia permetre el luxe de transportar-los, i també perquè esperava tornar. Intenta, llavors, treballar com a instructor i mestre d'escola, però és rebutjat pel director de l'Adam's Grammar School, el reverend Samuel Lea, i troba treball després en una escola de Stourbridge. A vint-i-cinc anys, contrau matrimoni amb Elizabeth Tetty Porter, una vídua que el sobrepassava en vint-i-un anys.

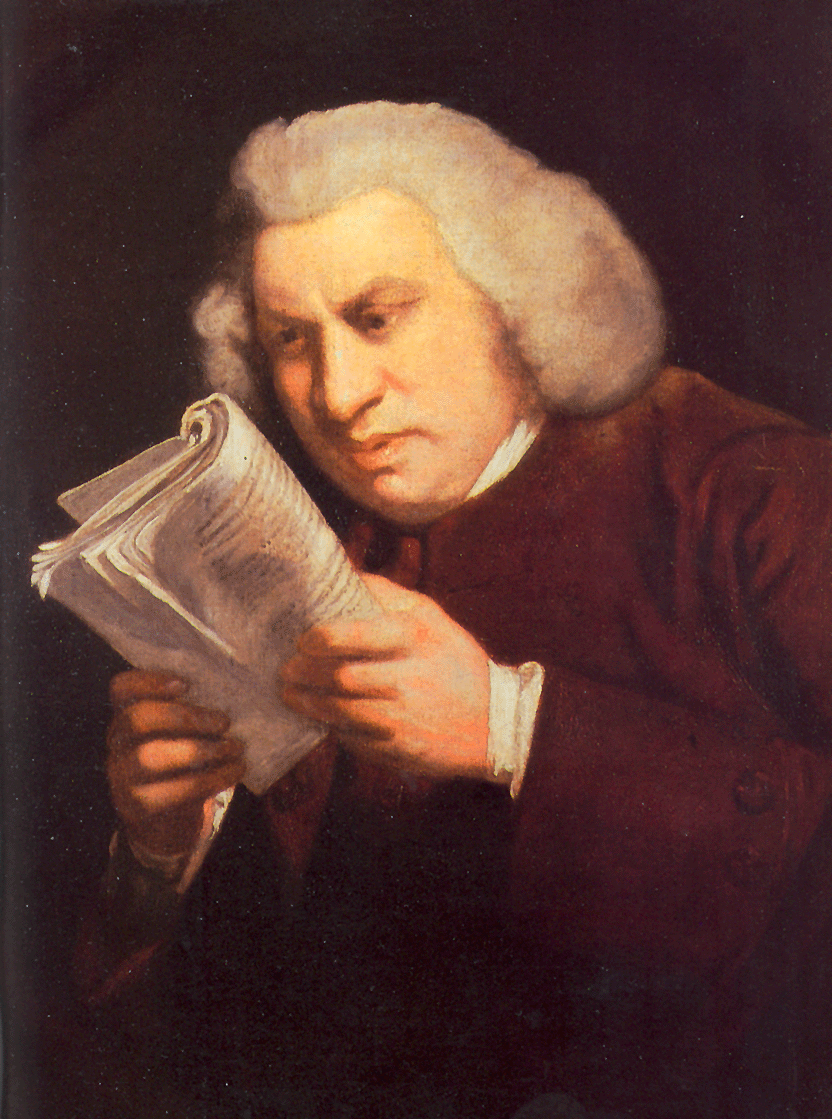
Retrat de Johnson fet l'any 1775 per Joshua Reynolds, que mostra la intensa concentració de Johnson i la debilitat de la seua vista.

L'any 1737, Johnson, sense un centau, es muda a Londres junt amb el seu exalumne David Garrick, i comença a escriure per a The Gentleman's Magazine, sota la direcció d'Edward Cave. Durant les següents tres dècades, Johnnson escriu copiosament: assajos, poesia, biografies, reports parlamentaris i fins i tot del catàleg de la Harlein Library. Continua vivint en la pobresa. Els seus treballs més importants d'aquest període són potser el poema London (1738) i Life of Savage (1745). Aquest últim conta la vida de l'escriptor Richard Savage, amic seu, qui havia compartit amb Johnson la seua pobresa i havia mort l'any anterior.
Entre 1747 i 1755, Johnson compon potser la seua obra més coneguda, A Dictionary of the English Language. Tot i ser molt elogiada i incalculablement influent, Johnson no hi guanya gaires diners, en haver hagut de costejar el llarg procés d'escriptura. Durant aquest temps, també publica una sèrie de treballs gairebé setmanals titulats The Rambler (El divagador). Generalment de temàtica moral o religiosa, aquests assajos són més seriosos del que el seu títol suggereix, i continuen apareixent fins al 1752. No són gaire populars, però una vegada compilats en un únic volum tenen una gran acceptació. L'esposa de Johnson mor poc després d'aparèixer-ne l'últim lliurament.
Johnson comença a escriure una altra sèrie, The Idler (L'ociós), l'any 1758. Aquests assajos són més breus i menys seriosos que els anteriors, i es publiquen setmanalment durant dos anys. A diferència de The Rambler, publicat de manera independent, The Idler apareix en un diari setmanal.
L'any 1759, publica la novel·la satírica Rasselas, suposadament escrita en dues setmanes per pagar el funeral de sa mare. Johnson, no obstant això, és repudiat en aquesta època per la seua prosa, que acusen de dilatada; el poeta contemporani Charles Churchill en fa al·lusió en escriure: «He for subscribers baits His hook / and takes your cash, but where's the book?»(Per als subscriptors prepara el seu esquer/ i pren els teus diners, però on és el llibre?).
L'any 1762, Johnson rep una pensió governamental de tres-centes lliures anuals, principalment gràcies als esforços de Thomas Sheridan i l'Earl de Bute. L'any següent, coneix James Boswell, el seu futur biògraf. Més o menys al mateix temps, forma El club, un grup literari que inclou Joshua Reynolds, Edmund Burke, David Garrick i Oliver Goldsmith. Johnson, en aquesta època, ja és una celebritat; el 1765, rep un doctorat honorífic del Trinity College de Dublín, seguit per un d'Oxford deu anys després.
El 1765, coneix Henry Thrale, un opulent cerveser i membre del Parlament. Al cap de poc es fan amics, i Johnson s'integra en la família: viurà amb els Thrale els següents quinze anys, fins a la mort de Henry l'any 1781. Els diaris i la correspondència de Hester Thrale són, després del material de Boswell, la font d'informació més important que hi ha sobre Johnson.
Va rebre un doctorat Honoris causa el 1765 pel Trinity College de Dublín i el 1775 per la Universitat d'Oxford. El 1776 va tornar a Pembroke amb Boswell i va recórrer la universitat amb el seu antic tutor Adams, que aleshores era el mestre de la universitat. Durant aquesta visita va recordar el seu temps a la universitat i els seus primers anys de carrera, i va expressar la seva posterior afició per Jorden.
En 1773, deu anys després de conèixer-se, Boswell i Johnson s'embarquen en un viatge per les illes occidentals d'Escòcia, el testimoni del qual queda plasmat en el llibre A Journey to the Western Islands of Scotland (1775) (La versió de Boswell, The Journal of a Tour to the Hebrides, es publica el 1786.) La seua visita a les terres altes d'Escòcia i a les illes Hèbrides té lloc durant la pacificació posterior a l'era Jacobina, quan el sistema de clans escocés estava sent obliterat i la cultura gaèlica romantitzada. Johnson ataca durament els qui asseveren que els poemes sobre Ossian de James Macpherson són traduccions de la literatura escocesa antiga, sota la falsa premissa que el llenguatge escocés gaèlic mai va ser una llengua escrita. Tanmateix, Johnson contribueix a la seua fomentació demanant que es traduïsca la Bíblia a aquest idioma, la qual cosa es fa al cap de poc. Fins llavors, els gals escocesos havien depès de la versió gaelicoirlandesa de Bedell.
Durant la dècada del 1770, Johnson passa molt de temps a Edimburg junt amb Boswell i Lord Monboddo, amb els quals s'escriu profusament i intercanvia crítiques literàries.
L'últim treball important de Johnson és el Lives of the English Poets, projecte comissionat per un consorci de llibrers londinencs. Aquest llibre consisteix en un recull d'estudis crítics i biogràfics que serveixen de prefaci a diverses antologies poètiques.
Johnson mor el 1784, i és soterrat a l'Abadia de Westminster.

## Perfil
D'imponent complexió física, Johnson tenia la vista i l'oïda molt dèbils; el seu rostre presentava diverses cicatrius, per haver patit escròfula quan era petit, i també patia de diversos tics i moviments involuntaris. Els símptomes descrits pels seus contemporanis suggereixen que Johnson pot haver patit la síndrome de Tourette, i possiblement de trastorns obsessivocompulsius. Tendia al que llavors s'anomenava malenconia.
Johnson era un anglicà devot i conservador, un acèrrim tory, i un home compassiu, que va allotjar diversos dels seus amics en dificultats econòmiques. Tot i haver donat suport a la causa jacobina, va acabar acceptant la successió hannoveriana a l'època de Jordi III. Johnson va ser un pensador en extrem original i independent durant tota la seua vida, la qual cosa explica la seua profunda afinitat cap a l'obra de John Milton, malgrat la visió tan radical (i per a Johnson, intolerable) que tenia Milton en assumptes de política i religió.
La fama de Johnson es deu en gran part a la reeixida biografia escrita per Boswell, Life of Johnson. Tanmateix, cal notar que Boswell el va conèixer després que aquest haguera aconseguit ja la fama i una certa estabilitat econòmica, per la qual cosa el llibre tendeix a retratar aquesta última etapa. S'explica, llavors, que Johnson siga comunament conegut com un acerb però entranyable personatge d'alta societat, tot i haver viscut en la pobresa durant gran part de la seua vida.
Abans d'assentar-se a Londres, Johnson va residir a Birmingham; un fris en l'Old Square hi va immortaliltzar la seua estada. La Birmingham Central Library conté una importantíssima col·lecció de la seua obra, amb uns dos mil volums, incloent-hi moltes primeres edicions, a més de nombrosos periòdics literaris i llibres sobre ell.

## Obres selectes
| Biografies, crítiques, treballs lexicogràfics | |
| 1745                                          | Life of Richard Savage |
| 1755                                          | A Dictionary of the English Language |
| 1759                                          | The History of Rasselas, Prince of Abissinia (versió catalana: La història de Rasselas, príncep d'Abissínia. Martorell: Adesiara, 2017)                                                                                     |
| 1765                                          | The Plays of William Shakespeare (la introducció a aquesta edició té una versió en català: Prefaci a les obres dramàtiques de William Shakespeare. Barcelona: Publicacions i Edicions de la Universitat de Barcelona, 2004) |
| 1775                                          | A Journey to the Western Islands of Scotland |
| 1781                                          | Lives of the English Poets |
| Assaigs, pamflets, revistes                   | |
| 1747                                          | Plans for a Dictionary of the English Language |
| 1750-1752                                     | The Rambler |
| 1758-1760                                     | The Idler |
| 1770                                          | The False Alarm |
| 1774                                          | The Patriot |
| Poesia                                        | |
| 1738                                          | London |
| 1747                                          | Prologue at the Opening of the Theatre in Drury Lane |
| 1749                                          | The Vanity of Human Wishes |
| 1749                                          | Irene, a Tragedy |

## Llegat
Johnson va ser, en paraules de Steven Lynn, més que un escriptor i erudit conegut; era una celebritat, perquè les activitats i l'estat de la seva salut en els seus darrers anys s'informaven constantment en diverses revistes i diaris, i quan no hi havia res a informar, s'inventava alguna cosa. Segons Bate, a Johnson li agradava la biografia i va canviar tot el curs de la biografia pel món modern. Un subproducte va ser l'obra d'art biogràfic més famosa de tota la literatura, La vida de Johnson de Boswell, i hi havia moltes altres memòries i biografies d'un tipus similar escrites sobre Johnson després de la seva mort. Aquests relats de la seva vida inclouen A Biographical Sketch of Dr Samuel Johnson (1784) de Thomas Tyers; The Journal of a Tour to the Hebrides de Boswell (1785); Anecdotes of the Late Samuel Johnson d'Hester Thrale, que es basava en entrades del seu diari i altres notes; La vida de Samuel Johnson de John Hawkins, la primera biografia completa de Johnson; i, el 1792, An Essay on the Life and Genius of Samuel Johnson, d'Arthur Murphy, que va substituir la biografia de Hawkins com a introducció a una col·lecció d'Obres de Johnson. Una altra font important va ser Fanny Burney, que va descriure Johnson com el reconegut cap de literatura d'aquest regne i va mantenir un diari amb detalls que faltaven a altres biografies. Per sobre de tot, la representació de Johnson de Boswell és l'obra més coneguda pels lectors generals. Encara que crítics com Donald Greene discuteixen sobre el seu estatus com a veritable biografia, l'obra va tenir èxit, ja que Boswell i els seus amics la van promocionar a costa de moltes altres obres sobre la vida de Johnson.
En les crítiques, Johnson va tenir una influència duradora, encara que no tothom el va veure favorablement. Alguns, com Macaulay, consideraven Johnson com un savi idiota que va produir algunes obres respectables, i d'altres, com els poetes romàntics, s'oposaven completament a les opinions de Johnson sobre la poesia i la literatura, especialment pel que fa a Milton. Tanmateix, alguns dels seus contemporanis no estaven d'acord: Racine et Shakespeare de Stendhal es basa en part en les opinions de Johnson sobre Shakespeare, i Johnson va influir en l'estil d'escriptura i la filosofia de Jane Austen. Més tard, les obres de Johnson van ser favorables, i Matthew Arnold, a les seves Sis Vides principals de les Vides dels poetes de Johnson, va considerar les Vides de Milton, Dryden, Pope, Addison, Swift i Gray com «punts que s'aixequen com a tants centres naturals, i en què sempre podem trobar el nostre camí de nou».
Més d'un segle després de la seva mort, crítics literaris com G. Birkbeck Hill i T. S. Eliot van arribar a considerar Johnson com un crític seriós. Van començar a estudiar les obres de Johnson amb un enfocament creixent en l'anàlisi crítica que es troba a la seva edició de Shakespeare i Vides dels poetes. Yvor Winters va afirmar que «Un gran crític és el més rar de tots els genis literaris; potser l'únic crític en anglès que mereix aquest epítet és Samuel Johnson». FR Leavis va estar d'acord i, en les crítiques de Johnson, va dir: «Quan el llegim sabem, sense cap dubte, que aquí tenim una ment poderosa i distingida que opera de primera mà amb la literatura. Això, podem dir amb una convicció contundent, realment és crítica». Edmund Wilson va afirmar que «Les vides dels poetes i els prefacis i comentaris sobre Shakespeare es troben entre els documents més brillants i aguts de tota la gamma de la crítica anglesa».
El crític Harold Bloom va situar l'obra de Johnson fermament dins del cànon occidental, descrivint-lo com «incomparable per cap crític de cap nació abans o després d'ell...» Bate, amb la millor visió de Johnson que conec, va subratllar que cap altre escriptor està tan obsessionat per adonar-se que la ment és una activitat, que es convertirà en la destructivitat del jo o d'altres tret que estigui dirigida al treball.
La meitat de la correspondència supervivent de Johnson, juntament amb alguns dels seus manuscrits, edicions dels seus llibres, pintures i altres articles associats amb ell es troben a la Col·lecció Donald i Mary Hyde del Dr. Samuel Johnson, allotjada a la Biblioteca Houghton de la Universitat Harvard des del 2003. La col·lecció inclou esborranys del seu Pla per a un diccionari, documents associats a Hester Thrale Piozzi i James Boswell (incloent proves corregides de la seva vida de Johnson) i una tetera propietat de Johnson.
Hi ha moltes societats formades al voltant i dedicades a l'estudi i el gaudi de la vida i les obres de Samuel Johnson. En el bicentenari de la mort de Johnson el 1984, la Universitat d'Oxford va celebrar una conferència d'una setmana amb 50 ponències, i el Consell de les Arts de Gran Bretanya va fer una exposició de Retrats johnsonians i altres records. The London Times i Punch van produir paròdies de l'estil de Johnson per a l'ocasió. L'any 1999, el canal de televisió BBC Four va iniciar el Samuel Johnson Prize, un premi a la no-ficció. Una placa blava de la Royal Society of Arts, descoberta el 1876, marca la casa de Johnson's Gough Square. El 2009, Johnson va ser una de les deu persones seleccionades pel Royal Mail per a la seva emissió de segells postals commemoratius Eminent Britons. El 18 de setembre de 2017, Google va commemorar el 308è aniversari de Johnson amb un Google Doodle. La data de la seva mort, el 13 de desembre, es commemora al Calendari de Sants de l'Església d'Anglaterra. Hi ha un homenatge a ell a la Catedral de Saint Paul de Londres.